# Battles of Prince of Persia
Battles of Prince of Persia é um jogo de táticas baseado em turnos que foi lançado para o portátil Nintendo DS em que o jogador assume o papel de diferentes personagens do mundo de Prince of Persia, incluindo o titular Prince. A história do jogo se passa entre Prince of Persia: The Sands of Time e Prince of Persia: Warrior Within. O jogo tem ambientação na Pérsia, Índia e na fictícia Aresura. Cada um destes locais enviam três generais para lutar nas suas guerras.